# Parque Nacional de Maputo
O Parque Nacional de Maputo foi criado em 7 de Dezembro de 2021, reclassificando a Reserva de Elefantes de Maputo, oficialmente Reserva Especial de Maputo, e a Reserva Marinha Parcial da Ponta do Ouro, que foram extintas na mesma data.. O parque, que tem uma área de 1040 quilómetros quadrados, é uma área de conservação localizada no extremo sul de Moçambique, no distrito de Matutuíne, tendo como limite leste o Oceano Índico, a norte a Baía de Maputo, a oeste os rios Maputo e Futi, e a sul a fronteira com a África do Sul. É uma componente da Área de Conservação Transfronteiriça de Lubombo (ACTFL), que inclui quatro áreas diferentes em Moçambique, África do Sul e eSwatini.
A Reserva Especial de Maputo foi criada pelo Diploma Legislativo nº 994 de 23 de Julho de 1960, a Reserva Marinha da Ponta criada pelo Decreto nº42/2009 de 21 de Agosto. O parque integra também a Reserva Parcial da Ilha da Inhaca criada pelo Diploma Legislativo nº 2620 de 24 de Julho de 1965. A Reserva Especial foi aumentada em 2011 com a integração do Corredor de Futi, ligando à fronteira e permitindo a circulação de elefantes com outras áreas de protecção no país vizinho.
O novo parque integra-se em áreas de conservação mais largas, como a Área de Conservação Transfronteiriça dos Libombos, que inclui zonas na África do Sul e Essuatini, e também na Área de Protecção Ambiental de Maputo.
Entre a fauna que se pode encontrar, destaca-se a população de elefantes (cerca de 250) e a presença de hipopótamos e crocodilos nas lagoas.
Desde 2010 que se tem procedido a medidas de repovoamento de fauna bravia na então reserva com a introdução de animais provenientes da África do Sul (província Kwazulu-Natal) , nomeadamente zebras, girafas, cudos, impalas e gnus.
O parque é sobretudo notável pela grande variedade e riqueza de habitats, praias virgens, mangais, prados, florestas costeiras sobre dunas e várias lagoas. A presença de cerca de 350 espécies de aves torna a reserva um paraíso para os birdwatchers.
Algumas áreas do parque, as mais usadas pelos elefantes, vão ser vedadas, para proteger campos cultivados pela população. Este projecto, que deverá ser concretizado nos próximos dois anos, foi anunciado pela administração do parque em 19 de Outubro de 2022.
Em 12 de Julho de 2025 a UNESCO anunciou que o parque foi inscrito na sua lista de Património Mundial durante a 47ª sessão do seu comité da especialidade, realizada em Paris, França. É o reconhecimento da importância ecológica do parque, que abrange ecossistemas terrestres, costeiros e marinhos, e vai reforçar a conservação transfronteiriça com o Parque da zona húmida de iSimangaliso, na África do Sul.